# Anomala irideorufa
Anomala irideorufa är en skalbaggsart som beskrevs av Leon Fairmaire 1893. Anomala irideorufa ingår i släktet Anomala och familjen Rutelidae. Inga underarter finns listade i Catalogue of Life.